# Campeonato Brasileño de Fútbol 1971
El Campeonato Brasileño de Serie A 1971, oficialmente "Primer Campeonato Nacional de Clubes", fue el decimosexto torneo válido para el Campeonato Brasileño de Serie A tras los torneos de Taça Brasil y Torneo Roberto Gomes Pedrosa, considerados torneos nacionales por la Confederación Brasileña desde 2010. La competición comenzó el 7 de agosto y finalizó el 19 de diciembre del año 1971.
El fútbol brasileño vivía una época dorada cuando se creó el Brasileirão en 1971. La Seleção venía de ganar de forma espectacular la Copa Mundial de 1970, en la que genios como Rivelino, Jairzinho, Tostão y Pelé brillaron más que todos en México. Pero un año después no sería el Santos FC de Pelé, ni el SC Corinthians de Rivelino, ni el Botafogo FR de Jairzinho o el Cruzeiro EC de Tostão el equipo que sería campeón de la primera edición del actual campeonato nacional de Brasil, sino el Atlético Mineiro de Dadá «Maravilha».

## Sistema de competición
Primera fase: los 20 clubes participantes son divididos en dos grupos, ahí se disputan encuentros mediante el sistema de todos contra todos a una ronda única (se juegan 9 partidos contra los equipos del mismo grupo y 10 contra los clubes del grupo contrario). Clasifican los seis primeros de cada grupo a la segunda fase.
Segunda fase: los 12 clubes antes clasificados se dividen en tres grupos; en esta instancia se disputan dos ruedas de todos contra todos, accediendo el ganador de cada uno al triangular final del torneo.
Grupo final: los tres finalistas disputan un triangular a una única rueda, el cuadro con mayor puntuación se consagra campeón.

## Primera fase

### Grupo 1
| Pos  | Equipo            | Pts | PJ | PG | PE | PP | GF | GC | Dif |
| ---- | ----------------- | --- | -- | -- | -- | -- | -- | -- | --- |
| 1.º  | Corinthians       | 26  | 19 | 10 | 6  | 3  | 29 | 16 | -13 |
| 2.º  | Cruzeiro          | 23  | 19 | 7  | 9  | 3  | 26 | 12 | +14 |
| 3.º  | Internacional     | 23  | 19 | 7  | 9  | 3  | 21 | 16 | +5  |
| 4.º  | Coritiba          | 22  | 19 | 10 | 2  | 7  | 21 | 18 | +3  |
| 5.º  | Palmeiras         | 22  | 19 | 8  | 6  | 5  | 20 | 14 | +6  |
| 6.º  | Vasco da Gama     | 19  | 19 | 6  | 7  | 6  | 11 | 12 | -1  |
| 7.º  | Santa Cruz Recife | 17  | 19 | 3  | 11 | 5  | 17 | 23 | -6  |
| 8.º  | Fluminense        | 16  | 19 | 5  | 6  | 8  | 12 | 13 | –1  |
| 9.º  | Portuguesa-SP     | 15  | 19 | 6  | 3  | 10 | 16 | 24 | –8  |
| 10.º | Ceará             | 9   | 19 | 2  | 5  | 12 | 5  | 25 | –20 |

### Grupo 2
| Pos  | Equipo           | Pts | PJ | PG | PE | PP | GF | GC | Dif |
| ---- | ---------------- | --- | -- | -- | -- | -- | -- | -- | --- |
| 1.º  | Grêmio           | 23  | 19 | 8  | 7  | 4  | 18 | 11 | +7  |
| 2.º  | Atlético Mineiro | 23  | 19 | 7  | 9  | 3  | 27 | 16 | +11 |
| 3.º  | América-RJ       | 21  | 19 | 7  | 7  | 5  | 23 | 17 | +6  |
| 4.º  | Santos FC        | 21  | 19 | 7  | 7  | 5  | 17 | 11 | +6  |
| 5.º  | Botafogo         | 20  | 19 | 5  | 10 | 4  | 15 | 16 | -1  |
| 6.º  | São Paulo FC     | 19  | 19 | 6  | 7  | 6  | 16 | 19 | -3  |
| 7.º  | Bahia            | 18  | 19 | 5  | 8  | 6  | 14 | 16 | -2  |
| 8.º  | Flamengo         | 18  | 19 | 4  | 10 | 5  | 13 | 17 | -4  |
| 9.º  | América Mineiro  | 13  | 19 | 2  | 9  | 8  | 11 | 19 | -8  |
| 10.º | Sport Recife     | 12  | 19 | 4  | 4  | 11 | 10 | 27 | -17 |

## Segunda fase

### Grupo A
| Pos | Equipo       | Pts | PJ | PG | PE | PP | GF | GC | Dif |
| --- | ------------ | --- | -- | -- | -- | -- | -- | -- | --- |
| 1.º | São Paulo FC | 9   | 6  | 3  | 3  | 0  | 6  | 2  | +4  |
| 2.º | Corinthians  | 5   | 6  | 2  | 1  | 3  | 4  | 5  | -1  |
| 3.º | América-RJ   | 5   | 6  | 1  | 3  | 2  | 4  | 4  | 0   |
| 4.º | Cruzeiro     | 5   | 6  | 1  | 3  | 2  | 2  | 5  | -3  |

### Grupo B
| Pos | Equipo           | Pts | PJ | PG | PE | PP | GF | GC | Dif |
| --- | ---------------- | --- | -- | -- | -- | -- | -- | -- | --- |
| 1.º | Atlético Mineiro | 7   | 6  | 3  | 1  | 2  | 10 | 6  | +4  |
| 2.º | Internacional    | 7   | 6  | 3  | 1  | 2  | 7  | 7  | 0   |
| 3.º | Santos FC        | 6   | 6  | 2  | 2  | 2  | 7  | 5  | +2  |
| 4.º | Vasco da Gama    | 4   | 6  | 1  | 2  | 3  | 4  | 10 | -6  |

### Grupo C
| Pos | Equipo    | Pts | PJ | PG | PE | PP | GF | GC | Dif |
| --- | --------- | --- | -- | -- | -- | -- | -- | -- | --- |
| 1.º | Botafogo  | 8   | 6  | 3  | 2  | 1  | 11 | 6  | +5  |
| 2.º | Grêmio    | 6   | 6  | 2  | 2  | 2  | 6  | 7  | -1  |
| 3.º | Palmeiras | 6   | 6  | 1  | 4  | 1  | 7  | 6  | +1  |
| 4.º | Coritiba  | 4   | 6  | 1  | 2  | 3  | 2  | 7  | -5  |

## Grupo final

### Resultados
| 12 de diciembre de 1971 | Atlético Mineiro | 1:0 (0:0) | São Paulo FC | Estadio Mineirão, Belo Horizonte |             |
|                         | Oldair 75'       | Reporte   |              | Árbitro(s):                      | Árbitro(s): |

| 15 de diciembre de 1971 | São Paulo FC                                       | 4:1 (0:0) | Botafogo         | Estadio Morumbi, São Paulo |             |
|                         | Forlán 61' · Terto 65' 86' · Toninho Guerreiro 71' | Reporte   | Nei Oliveira 53' | Árbitro(s):                | Árbitro(s): |

| 19 de diciembre de 1971 | Botafogo | 0:1 (0:0) | Atlético Mineiro   | Estadio Maracanã, Río de Janeiro |             |
|                         |          | Reporte   | Dadá Maravilha 61' | Árbitro(s):                      | Árbitro(s): |

### Clasificación final
| Pos | Equipo           | Pts | PJ | PG | PE | PP | GF | GC | Dif |
| --- | ---------------- | --- | -- | -- | -- | -- | -- | -- | --- |
| 1.º | Atlético Mineiro | 4   | 2  | 2  | 0  | 0  | 2  | 0  | +2  |
| 2.º | São Paulo FC     | 2   | 2  | 1  | 0  | 1  | 4  | 2  | +2  |
| 3.º | Botafogo         | 0   | 2  | 0  | 0  | 2  | 1  | 5  | -4  |

- Atlético Mineiro y São Paulo FC, campeón y subcampeón respectivamente, clasificados a la Copa Libertadores 1972.

|                                     |
| Bandera del estado de Minas Gerais  |
| Campeón Atlético Mineiro 2.º título |

## Posiciones finales
- Nota: Dos puntos por victoria y uno por empate.

| Pos | Equipo           | Pts. | PJ | PG | PE | PP | GF | GC | Dif. |
| --- | ---------------- | ---- | -- | -- | -- | -- | -- | -- | ---- |
| 1.  | Atlético Mineiro | 34   | 27 | 12 | 10 | 5  | 39 | 22 | +17  |
| 2.  | São Paulo        | 30   | 27 | 10 | 10 | 7  | 26 | 23 | +3   |
| 3.  | Botafogo         | 28   | 27 | 8  | 12 | 7  | 27 | 27 | 0    |
| 4.  | Corinthians      | 31   | 25 | 12 | 7  | 6  | 33 | 21 | +12  |
| 5.  | Internacional    | 30   | 25 | 10 | 10 | 5  | 28 | 23 | +5   |
| 6.  | Grêmio           | 29   | 25 | 10 | 9  | 6  | 24 | 18 | +6   |
| 7.  | Palmeiras        | 28   | 25 | 9  | 10 | 6  | 27 | 20 | +7   |
| 8.  | Cruzeiro         | 28   | 25 | 8  | 12 | 5  | 28 | 17 | +11  |
| 9.  | Santos           | 27   | 25 | 9  | 9  | 7  | 24 | 16 | +8   |
| 10. | Coritiba         | 26   | 25 | 11 | 4  | 10 | 23 | 25 | -2   |
| 11. | América-RJ       | 26   | 25 | 8  | 10 | 7  | 27 | 21 | +6   |
| 12. | Vasco da Gama    | 23   | 25 | 7  | 9  | 9  | 15 | 22 | -7   |
| 13. | Bahia            | 18   | 19 | 5  | 8  | 6  | 14 | 16 | -2   |
| 14. | Flamengo         | 18   | 19 | 4  | 10 | 5  | 13 | 17 | -4   |
| 15. | Santa Cruz       | 17   | 19 | 3  | 11 | 5  | 17 | 23 | -6   |
| 16. | Fluminense       | 16   | 19 | 5  | 6  | 8  | 12 | 13 | -1   |
| 17. | Portuguesa       | 15   | 19 | 6  | 3  | 10 | 16 | 24 | -8   |
| 18. | América Mineiro  | 13   | 19 | 2  | 9  | 8  | 11 | 19 | -8   |
| 19. | Sport Recife     | 12   | 19 | 4  | 4  | 11 | 10 | 27 | -17  |
| 20. | Ceará            | 9    | 19 | 2  | 5  | 12 | 5  | 25 | -20  |

## Goleadores
| Pos. | Jugador           | Club             | Goles |
| ---- | ----------------- | ---------------- | ----- |
| 1    | Dadá Maravilha    | Atlético Mineiro | 15    |
| 2    | Mirandinha        | Corinthians      | 11    |
| 3    | Rivelino          | Corinthians      | 10    |
| 3    | Toninho Guerreiro | São Paulo        | 10    |
| 5    | César Maluco      | Palmeiras        | 9     |
| 5    | Mazinho           | Santos           | 9     |
| 5    | Roberto Miranda   | Botafogo         | 9     |
| 5    | Tião Abatiá       | Coritiba         | 9     |
| 5    | Tostão            | Cruzeiro         | 9     |